# 语音频率
语音频率（英語：voice frequency，缩写VF）或语音频带（voice band）是指音频范围内传输语音的部分。
在电话技术中，可用的语音频带范围约为300Hz至3400Hz。因此，300至3000Hz之间的電磁波譜特低頻频带也被称为语音频率，其表示基带处的声能的电磁能量。为单个语音频率传输信道分配的带宽通常为4kHz，这包括保护频带，以允许8kHz的采样率作为数字公共交换电话网（PSTN）所用的脈衝編碼調變系统的基础。根据奈奎斯特-香农采样定理，采样频率（8kHz）必须至少是在离散时间（4kHz）采样之前进行适当滤波的语音频率最高部分的两倍，从而有效重建语音信号。

## 基本頻率
典型成年男性的人聲基本頻率为85至180Hz，典型成年女性则为165至255Hz。因此，大多数语音的基调频率位于上述“语音频率”频带的底部以下。但是，足够的泛音列将作为消失的基頻出现，从而达到听到基本音调的感觉。